# Boriwci
Boriwci (ukr. Борівці) – wieś na Ukrainie, w obwodzie czerniowieckim, w rejonie czerniowieckim. W 2001 roku liczyła 1601 mieszkańców.